# ويليسلي (أونتاريو)
ويليسلي، أونتاريو (بالإنجليزية: Wellesley)‏ هي مدينة كندية تقع في مقاطعة أونتاريو. تبلغ مساحة هذه المدينة 277.8411 (كم²)، ويبلغ عدد سكانها 9789 نسمة حسب إحصاء سنة 2006 م، بينما كان يسكنها 9365 نسمة في سنة 2001 م. تحتل هذه المدينة المرتبة رقم 387 بين مدن كندا حسب عدد السكان والمرتبة رقم 146 في المقاطعة. نما عدد السكان في هذه المدينة بنسبة (4.5) بين العامين المذكورين.

## أعلام
- تايلر برينر
- روجر مارتن

## وصلات خارجية
- الأطلس الحكومي لكندا
- إحصاءات كندا مع ساعة تعداد السكان